# Platyoides pirie
Espèce
Platyoides pirie est une espèce d'araignées aranéomorphes de la famille des Trochanteriidae.

## Distribution
Cette espèce est endémique d'Afrique du Sud. Elle se rencontre au Cap-Occidental, au Cap-Oriental et au KwaZulu-Natal.

## Description
La femelle holotype mesure 9,36 mm.

## Étymologie
Son nom d'espèce lui a été donné en référence au lieu de sa découverte, la forêt Pirie.

## Publication originale
- Platnick, 1985 : Studies on Malagasy spiders, 2. The family Trochanteriidae (Araneae, Gnaphosoidea), with a revision of the genus Platyoides. American Museum Novitates, no 2808, p. 1-17 (texte intégral).